# Gate Gourmet
Gate Gourmet er en catering-virksomhed for lokale og internationale luftfartsselskaber, med hovedkvarterer i Zürich Lufthavn og i Kloten, Schweiz. Selskabet har rødder i det tidligere Swissair, og har overtaget det danske catering-selskab Aerochef..
Gate Gourmet er et datterselskab til det børsnoterede Gategroup, der har hovedkontor i Zurich. Det blev grundlagt i 1992, og er for nuværende, 2011, verdens største uafhængige leverandør af catering-produkter til luftfartsselskaber, internationalt. 
I Danmark overtog Gate Gourmet flykøkkenet Aerochef, der tidligere var ejet af Sterling Airways.

## Ekstern henvisning
- Gate Gourmet Hjemmeside